# 馬歇爾冰原島峰
74°10′S 75°41′W / 74.167°S 75.683°W
馬歇爾冰原島峰（英語：Marshall Nunatak），是南極洲的冰原島峰，位於埃爾斯沃思地，處於施瓦茲峰以東17公里和菲茨傑拉德海崖東南面43公里，美國地質調查局根據測量和該國海軍的空中照片繪入地圖，現時由南極條約體系管理。